# پدیدار دوم
پدیدار دوم‏ (انگلیسی: epiphenomenon)، دوم پدیدار یا پدیدار دوم، پدیداری است که تابع پدیدار دیگری باشد. به این معنی که وجود و عدم آن، در وجود و عدم پدیدار اصلی (اولی) بی تأثیر است.

## نظریه اصالت پدیدار ثانوی
قول به اینکه پدیدارهای ادراکی تابع چگونگی سلسله اعصاب است، یعنی پدیدارهای ادراکی ناشی از سلسله اعصاب، اما بی اثر در آن است. نسبت این حالات به وضع فیزیولوژیکی اعصاب مثل نسبت سایه جسم به جسم است یا نسبت نور به چراغ. چنان‌که نور برخاسته از شمع اتومبیل در حرکت اتومبیل بی اثر است و سایه شیء متحرک در حرکت آن بی اثر است، به همین طریق پدیدارهای شعوری در حرکت و فعل انسان اثر ندارد، زیرا شعور پدیده زائدی است و مغز، فکر را تولید می‌کند، چنان‌که کبد صفرا را تولید می‌کند.

## تأکید نظریهٔ اصالت پدیدار ثانویه
نظریهٔ اصالت پدیدار ثانویه (Epiphenomenalism) بر این نکته تأکید دارد که: اگر چه رخدادهای ذهنی، توسط رخدادهای فیزیکی ایجاد می‌شوند ولی خودشان مسبب هیچ رخداد دیگری نیستند. رخدادهای ذهنی به لحاظ علّی بی‌اثر و عقیم‌اند و در شبکهٔ ارتباط‌های علّی صرفاً معلول به شمار می‌آیند و هرگز در نقش علت ظاهر نمی‌شوند.
تمایزی که به‌طور سنتی میان دو مفهوم «فیزیکی» و «ذهنی» لحاظ می‌شود، به فهم بهتر موضع اصالت پدیدار ثانوی کمک خواهد کرد.